# Knight Companion
Der Begriff Knight Companion bezeichnet die Ordensstufe eines einstufigen staatlichen Ritterordens des Vereinigten Königreichs. Für Staatsbürger eines Commonwealth Realms ist damit die Erhebung in den persönlichen Adelsstand mit dem Prädikat „Sir“ verbunden.
Die Ordensstufe des Knight Companion wird im Regelfall nur Männern verliehen. Die gleichrangige Ordensstufe für Frauen heißt – sofern vorhanden – den jeweiligen Ordensstatuten entsprechend Lady Companion oder Dame Companion, mit dem Prädikat „Lady“ bzw. „Dame“. Abweichungen sind jedoch möglich, so sind beispielsweise Anne, Princess Royal und Princess Alexandra, Lady Ogilvy als Royal Knight Companion (und nicht als Royal Lady Companion) Mitglieder des Hosenbandordens.
Die Stufe eines Knight Companion existiert bei folgenden Ritterorden des Vereinigten Königreichs:
- Hosenbandorden (KG)[3]
- Distelorden (KT)[4]
- Order of St. Patrick (KP)[5][6]

Zudem existiert die Stufe auch bei Orden weiterer Commonwealth Realms:
- Order of the National Hero (Antigua und Barbuda) (KNH)
- New Zealand Order of Merit (KNZM)[7]

Bei folgenden britischen Ritterorden existierte zunächst die Stufe eines Knight Companion, diese wurde aber bei einer zwischenzeitlichen Reform der Ordensstatuten zugunsten eines mehrstufigen Systems abgeschafft:
- Order of the Bath (KB)[8]
- Order of the Star of India (KSI)[5][9]